# Pariser Psalter Gr. 20
Der Pariser Psalter (Nr. 43 nach Rahlfs, altes Siglum W) ist das Fragment einer illustrierten Pergamenthandschrift aus dem 10. Jahrhundert. Er enthält auf 40 erhaltenen Blättern den Text der Psalmen 91,14 bis 135,1 mit Lücken in griechischer Sprache (Septuaginta). Der Text ist in Unzialen geschrieben. Es sind zahlreiche farbige Miniaturen enthalten.
Die Blätter befinden sich in der Bibliothèque nationale de France in Paris mit der Signatur Gr. 20.